# Homohelea diabolus
Homohelea diabolus är en tvåvingeart som först beskrevs av Meillon 1961.  Homohelea diabolus ingår i släktet Homohelea och familjen svidknott.
Artens utbredningsområde är Madagaskar. Inga underarter finns listade i Catalogue of Life.